# Bernard (piłkarz)
Bernard Anício Caldeira Duarte (ur. 8 września 1992 w Belo Horizonte) – brazylijski piłkarz występujący na pozycji skrzydłowego lub ofensywnego pomocnika w klubie Atlético Mineiro. Czternastokrotny reprezentant Brazylii. Posiada również obywatelstwo hiszpańskie.

## Kariera klubowa
Bernard piłkarską karierę rozpoczął w Atlético Mineiro. Nie mając większych szans na przebicie się do pierwszego składu klubu, zdecydował się na wypożyczenie do występującego w trzeciej lidze stanowej klubu Democrata Sete Lagoas, gdzie w 16 meczach zdobył 14 bramek. Gra Bernarda została zauważona przez ówczesnego trenera Atlético, Dorivala Júniora, który 24 marca 2011 roku w zremisowanym 1:1 meczu ligi stanowej z Uberabą pozwolił Brazylijczykowi zadebiutować w barwach zespołu. W brazylijskiej ekstraklasie Bernard zadebiutował 21 maja 2011 roku podczas wygranego 3:0 meczu z Athletico Paranaense, gdy w 65 minucie zastąpił na boisku Toró. W całym sezonie rozegrał w barwach klubu 23 spotkania. Na początku 2012 roku Bernard zdobył dwa gole w meczu finałowym Campeonato Mineiro przeciwko América Belo Horizonte. 24 maja 2012 roku w meczu z Náutico Recife Brazylijczyk zanotował premierowe trafienie w ekstraklasie. W całym sezonie 2012 Bernard zdobył 11 bramek w 36 meczach, czym przyczynił się do zdobycia przez Atlético wicemistrzostwa kraju. 8 sierpnia 2013 roku podpisał pięcioletni kontrakt z ukraińskim Szachtarem Donieck. Po zakończeniu sezonu 2017/18 opuścił doniecki klub. 9 sierpnia 2018 podpisał nowy kontrakt z Evertonem.

## Kariera reprezentacyjna
Latem 2012 roku Bernard znalazł się w szerokiej kadrze reprezentacji do lat 23 na Igrzyska Olimpijskie, ostatecznie jednak na turniej nie pojechał. 21 listopada 2012 roku zadebiutował w reprezentacji Brazylii podczas przegranego 1:2 meczu Superclásico de las Américas z Argentyną, gdy w 74 minucie wszedł na boisko w miejsce Lucasa.

## Statystyki kariery
(aktualne na dzień 13 maja 2019 roku)
| Klub               | Sezon              | Liga               | Liga  | Liga   | Puchar kraju | Puchar kraju | Puchar kontynentu | Puchar kontynentu | Inne  | Inne   | Suma  | Suma   |
| Klub               | Sezon              | Liga               | mecze | bramki | mecze        | bramki       | mecze             | bramki            | mecze | bramki | mecze | bramki |
| ------------------ | ------------------ | ------------------ | ----- | ------ | ------------ | ------------ | ----------------- | ----------------- | ----- | ------ | ----- | ------ |
| Democrata (wyp.)   | 2010               | Segunda Divisão    | 16    | 14     | –            | –            | –                 | –                 | –     | –      | 16    | 14     |
| Atlético Mineiro   | 2011               | Série A            | 23    | 0      | 1            | 0            | –                 | –                 | 4     | 0      | 28    | 0      |
| Atlético Mineiro   | 2012               | Série A            | 36    | 11     | 2            | 0            | –                 | –                 | 9     | 5      | 47    | 16     |
| Atlético Mineiro   | 2013               | Série A            | 3     | 1      | 0            | 0            | 11                | 4                 | 11    | 2      | 25    | 7      |
| Szachtar Donieck   | 2013/14            | Premier-liha       | 18    | 2      | 3            | 1            | 8                 | 0                 | –     | –      | 29    | 3      |
| Szachtar Donieck   | 2014/15            | Premier-liha       | 14    | 0      | 4            | 2            | 5                 | 0                 | –     | –      | 23    | 2      |
| Szachtar Donieck   | 2015/16            | Premier-liha       | 21    | 2      | 4            | 3            | 11                | 0                 | –     | –      | 36    | 5      |
| Szachtar Donieck   | 2016/17            | Premier-liha       | 24    | 4      | 3            | 0            | 8                 | 2                 | –     | –      | 35    | 6      |
| Szachtar Donieck   | 2017/18            | Premier-liha       | 19    | 6      | 1            | 1            | 8                 | 3                 | –     | –      | 28    | 10     |
| Everton            | 2018/19            | Premier League     | 34    | 1      | 2            | 1            | 0                 | 0                 | –     | –      | 36    | 2      |
| Ogólnie w karierze | Ogólnie w karierze | Ogólnie w karierze | 208   | 41     | 20           | 8            | 51                | 9                 | 24    | 7      | 303   | 65     |

## Sukcesy
Atlético Mineiro
- Campeonato Mineiro: 2012, 2013

Szachtar Donieck
- mistrz Ukrainy: 2013/14, 2016/17, 2017/18
- zdobywca Superpucharu Ukrainy: 2014, 2015, 2017
- zdobywca Pucharu Ukrainy: 2015/16, 2016/17, 2017/18

Brazylia
- Puchar Konfederacji: 2013
- Superclásico de las Américas: 2012